# Xylica madegassa
Xylica madegassa är en insektsart som beskrevs av Ludwig Redtenbacher 1906. Xylica madegassa ingår i släktet Xylica och familjen Bacillidae. Inga underarter finns listade i Catalogue of Life.